# 1938 w polityce

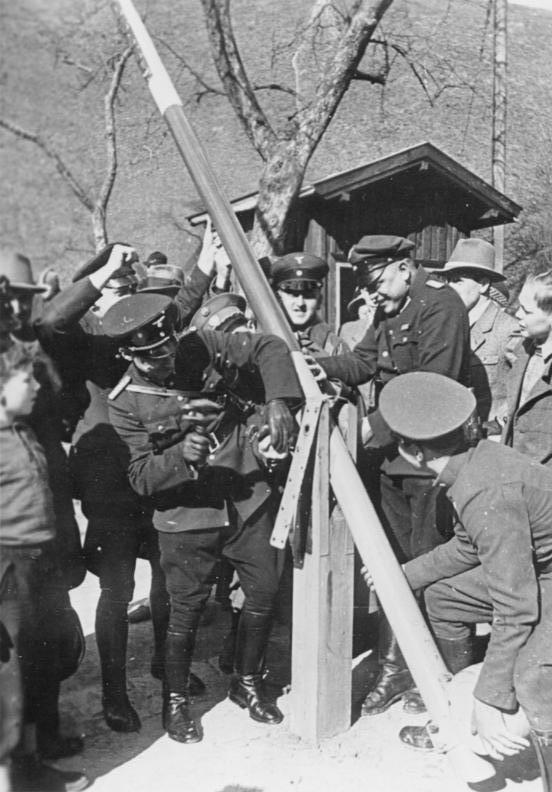
Demontaż słupa granicznego pomiędzy Austrią a Niemcami

Wydarzenia polityczne w 1938 roku.

## Styczeń
- 1 stycznia – przywódca Chin Czang Kaj-szek zrezygnował ze stanowiska premiera. Funkcję przekazał dotychczasowemu ministrowi finansów Xiang Xi-Gongowi. Czang Kaj-szek podjął tę decyzję w wyniku ogromnych strat, poniesionymi przez wojska Kuomintangu w walce z Japonią. Czang Kaj-szek pozostał nadal prezydentem i głównodowodzącym armii[1].
- 19 stycznia – w Związku Radzieckim powołano nowy rząd. Na jego czele stanął Wiaczesław Mołotow[1].
- 31 stycznia – urodziła się Beatrycze, królowa Holandii[2].

## Luty
- 4 lutego – Adolf Hitler przejął wyłączne dowództwo nad armią[1].
- 20 lutego – król Rumunii Karol II wprowadził nową konstytucję, która rozwiązała parlament, zakazała działalności partiom politycznym oraz ograniczyła swobody obywatelskie[1].

## Marzec
- 12–13 marca – Anschluss Austrii przez Niemcy hitlerowskie[3].
- 21 marca – zmarł John Bates Clark, amerykański ekonomista[4][5].

## Wrzesień
- 13 września – prezydent Polski Ignacy Mościcki rozwiązał Sejm i Senat[6].
- 29–30 września – konferencja w Monachium z udziałem kanclerza Niemiec Adolfa Hitlera, duce Włoch Benita Mussoliniego, premiera Francji Édouarda Daladiera i premiera Wielkiej Brytanii Neville’a Chamberlaina[7][8].
- 30 września – zawarcie układu o oddaniu Sudetów Niemcom przez Czechosłowację[7][8].

## Październik
- 6 października – ksiądz Józef Tiso ogłosił w Żylinie powstanie autonomicznej republiki słowackiej[1].
- 24 października – w Berlinie Joachim von Ribbentrop przedstawił Józefowi Lipskiemu propozycje uregulowania spornych spraw terytorialnych. Podczas spotkania pojawiło się żądanie przekazania Gdańska Niemcom oraz wybudowanie eksterytorialnej autostrady i linii kolejowej przez korytarz polski. W zamian za to zostałby przedłużony pakt o niestosowaniu przemocy z 1934 roku na 25 lat. Lipski odrzucił ofertę w sprawę Gdańska[1].
- Pokojową Nagrodę Nobla otrzymało Międzynarodowe Nansenowskie Biuro do spraw Uchodźców[1].

## Listopad
- 9/10 listopada – w III Rzeszy doszło do masowych akcji antysemickich („noc kryształowa”)[1].